# Order Marii Anny
Order Marii Anny (niem. Maria-Anna-Orden) – trzyklasowy order kobiecy Królestwa Saksonii, ustanowiony 15 maja 1906 przez króla Fryderyka Augusta III w celu upamiętnienia matki Marii Anny. Zniesiony w 1919.
Był przyznawany kobietom lub młodym dziewczętom za honorowe zachowanie w sądzie lub w pracy wolontariackiej jak również tym, które na drodze wybitnych osiągnięć miały zasługi dla wspólnego dobra.
Odznaka orderu była wykonana z emaliowanego na niebiesko złota, w kształcie krzyża o silnie zakrzywionych ramionach. W medalionie pierwszych dwóch klas znajdowała się złota głowa Marii Anny, skręcona w lewą stron, otoczona białym pierścieniem. Na odwrocie inicjały MA (Maria Anna), również zamknięte pierścieniem. W trzeciej klasie krzyż był wykonany ze srebra, z emaliowanymi ramionami.